# Eumeta crameri
Eumeta crameri är en fjärilsart som beskrevs av John Obadiah Westwood 1854. Eumeta crameri ingår i släktet Eumeta och familjen säckspinnare. Inga underarter finns listade i Catalogue of Life.